# Невідомі сторінки з життя розвідника
Невідомі сторінки з життя розвідника (рос. Неизвестные страницы из жизни разведчика) — радянський художній фільм 1990 року, знятий режисером Володимиром Чеботарьовим. Екранізація однойменої повісті Анатолія Азовського.

## Сюжет
Радянський розвідник закинутий на територію довоєнної Німеччини з метою перевірки агентурної мережі. Мережа провалена, він висилає інформацію про підготовлюваний напад фашистської Німеччини на СРСР. Однак в органах держбезпеки йому не вірять, хочуть ліквідувати і дають йому завдання особисто переконатися в надійності останньої явки. Він виконує завдання і, хоча з ним припиняються контакти, продовжує діяти далі самостійно без підтримки «центру».

## У ролях
- Юрій Дуванов — Петро Ілліч Халязін
- Андрій Альошин — Володимир Азов
- Віталій Зікора — Гнат Барицькій
- Олександра Колкунова — Анна Шумак
- Володимир Ферапонтов — супутник Володимира

## Знімальна група
- Сценарісти : Володимир Чеботарьов, Анатолій Усов
- Режисер : Володимир Чеботарьов
- Оператор : Микола Олоновський
- Композитор : Веніамін Баснер
- Художник : Микола Саушин